# Non finirà
Non finirà è un singolo del gruppo musicale italiano I Cani, pubblicato il 22 gennaio 2016, come estratto dall'album Aurora.